# Mujer en la ventana
Mujer en la ventana es un cuadro realizado por Caspar Friedrich (Greifswald, 1874 - Dresde, 1840) en 1822. La pintura es la única imagen de un interior pintada por el autor, para la que utilizó a su esposa Christiane Caroline Friedrich como modelo.

## Caspar Friedrich
Friedrich nace en Greifswald, Alemania. Fue el sexto hijo de diez en una familia protestante burguesa, lo que le permitió, tanto a él como a sus hermanos, contar con un profesor particular que les daba clases de teología, latín dibujo y música. En 1790, se vuelve alumno de Johann Gottfried, profesor de la Universidad de Greifswald. Comienza sus estudios el la Academia de Bellas Artes de Copenhague, lo que tuvo gran influencia en su pintura de paisaje. Tras matricularse se mudó a Dresde, en donde murió el 7 de diciembre de 1840.

## Descripción
En la obra aparece una mujer de espaldas recargada en el marco de la ventana de un estudio, el lugar se encuentra vacío, salvo por las dos botellas y el vaso en la repisa de la ventana. A través de la ventana se ve el Río Elba y el mástil de un barco.
En el cuadro Friedrich representa una paradoja, pues mientras la mujer observa el paisaje crea una reflexión sobre ella misma.

## Papel de la mujer en la obra
A diferencia de otros cuadros de la época en los que la mujer funge como un objeto de contemplación en la pintura, en Mujer en la ventana la protagonista es un personaje activo, pues obliga al espectador a mirar a través de ella. Por medio del cuadro y la composición de la imagen, brinda a la mujer el privilegio de observar.

## Muchacha en la ventana
En 1925 Salvador Dalí pinta Figura en la ventana o Muchacha en la ventana, obra similar a la realizada por Friedrich, en la que aparece su hermana Anna María de espaldas recargada sobre la repisa de una ventana.